# Hvedeklid
Hvedeklid er skaldele fra hvedekerner. Hvedeklid er en god kilde til kostfibre.
Hvedeklid har ingen bageevne og anvendes derfor mere som supplement i brød/boller, hvor man ønsker at øge indholdet af kostfibre og give brødet smag og saftighed.